# Kłobucki
Kłobucki là một huyện thuộc tỉnh Śląskie của Ba Lan. Huyện có diện tích 889 km². Đến ngày 1 tháng 1 năm 2011, dân số của huyện là 85071 người và mật độ 96 người/km².